# Associação Chinesa para Contato Amigável Internacional
A  Associação Chinesa para Contatos Amigáveis Internacionais (ACCAI) é uma organização de frente única subordinada ao Departamento de Ligação do Departamento de Trabalho Político da Comissão Militar Central. O ACCAI foi fundado em 1984 e é ativo em operações de influência no exterior para promover os interesses do Partido Comunista Chinês. De acordo com um relatório de 2018 da Comissão de Revisão de Segurança e Economia dos Estados Unidos-China, o ACCAI "desempenha funções duplas de coleta de inteligência e condução de propaganda e campanhas de gerenciamento de percepção". O presidente do ACCAI é Li Zhaoxing, um ex-ministro das Relações Exteriores. O ACCAI opera um think tank afiliado chamado Center for Peace and Development Studies.

## História
A acadêmica Anne-Marie Brady afirmou que o ACCAI tradicionalmente "interagia com uma gama mais ampla de grupos" do que a Associação do Povo Chinês para a Amizade com Países Estrangeiros e tinha ligações estreitas com Deng Xiaoping. O vice-presidente do ACCAI é Deng Rong, filha de Deng Xiaoping.
O ACCAI organizou fóruns com executivos e líderes políticos proeminentes, como Bill Gates, Tony Blair, John Howard e Malcolm McCusker. A organização tem mantido relações de cooperação com empresas privadas chinesas, como a CEFC China Energy e seu ex-presidente Ye Jianming. Em junho de 2020, foi relatado que o ACCAI havia fornecido apoio financeiro à Fundação Rajiv Gandhi.

### Iniciativa Sanya
Desde 2008, o ACCAI fez parceria com o EastWest Institute e a China-United States Exchange Foundation (CUSEF) de Tung Chee-hwa para organizar fóruns, denominados US-China Sanya Initiative, entre oficiais aposentados do Exército de Libertação Popular e militares americanos aposentados. Foi relatado que o ACCAI tentou sem sucesso influenciar oficiais militares aposentados dos EUA, incluindo o almirante aposentado William Owens, para fazer lobby contra as vendas de armas dos EUA para Taiwan e atrasar um relatório do Pentágono sobre as capacidades do Exército de Libertação do Povo.